# Myersina pretoriusi
Myersina pretoriusi és una espècie de peix de la família dels gòbids i de l'ordre dels perciformes.

## Morfologia
Els mascles poden assolir els 7,5 cm de longitud total.

## Distribució geogràfica
Es troba a Pondoland (Sud-àfrica).